# ژوستن ژول
ژوستن ژول (انگلیسی: Justin Jules؛ زادهٔ ۲۰ سپتامبر ۱۹۸۶) دوچرخه‌سوار اهل فرانسه است.
از باشگاه‌هایی که در آن بازی کرده‌است می‌توان به دلکو–مارسی پوونس کی‌تی‌ام و دابلیوبی ورانکلاسیک آکوا پروتکت اشاره کرد.